# المكتب الوطني المهني للحبوب والقطاني (المغرب)
المكتب الوطني المهني للحبوب والقطاني (يُسمى إختصاراً ONICL) هو مؤسسة عمومية في المغرب، وقد أحدث هذا المكتب منذ سنة 1937، وهو يتمتع بالشخصية المعنوية والاستقلال المالي، تحت وصاية وزارة الفلاحة والصيد البحري والتنمية القروية والمياه والغابات، ويخضع هذا المكتب لمقتضيات القانون 12-94 المنظم لسوق الحبوب والقطاني. ويدير المكتب مجلس إداري يتكون نصف أعضائه من ممثلي الإدارة والنصف الآخر من مهنيي سلسلة الحبوب والقطاني.